# Juraj Patačić
Juraj (ili Đuro) Patačić (Vidovec, 25. studenog 1670. – Đakovo, 1. ožujka 1716.), je bio đakovačko-bosanski biskup (1703. – 1716.).

## Životopis

### Obrazovanje
Đuro Patačić ili Juraj III. Patačić od Zajezde, rođen je u Vidovcu, blizu Varaždina, 25. studenog 1670. godine u obitelji grofa Nikole i Marte grofice Oršić. Njegovi predci bili su ugledni dužnosnici – zastupnici u Hrvatsko-ugarskom saboru, skrbnici braće Nikole i Petra Zrinskog i drugih državnih obveza. Njegov brat Ivan prihvatio je Družbu Isusovu pa tako i Juraj, ali spriječen lošim zdravljem napustio je red. Zagrebački biskup Aleksandar Mikulić poslao je mladog Đuru na studij u Bolonju gdje je završio teologiju, a nešto kasnije bio je imenovan rektorom hrvatsko-ugarskog kolegija. Godine 1699. postao je zagrebački kanonik, a u Bolonji je ostao sve do 1702. godine. Za to je vrijeme napisao povijest kolegija "Gloria collegii Ungarico-Illyrici", kao i druge knjige među kojima i "Heroes Ungarico-Illyrici".

### Đakovačko-bosanski biskup
Vrativši se u biskupiju postao je varaždinski arhiđakon, a nakon toga 23. ožujka 1703. đakovačko-bosanski biskup u svojoj 33. godini života. Prije njega, za đakovačkog biskupa bio je 1702. imenovan Petar Crnković koji zapravo nije ni došao u Đakovo jer je već 20. veljače 1703. iznenada umro. Dolaskom na biskupsku stolicu 1703. godine biskup Đuro Patačić stavio si je prvi zadatak utvrditi narod u vjeri. Već sljedeće godine dijeli svetu potvrdu u Đakovu za 1.600 krizmenika, te u Osijeku i Slavonskom Brodu gdje je svugdje podijelio po 4.000 svetih potvrda. Dana 19. listopada 1704. godine posvetio je biskup Patačić u Osijeku novu župnu crkvu svetog Mihovila. Iste godine, 9. studenog i pokrajnu kapelu iste župne crkve, koju je uz vinograd darovao Franjo de Aloysiis.
Po dolasku u Đakovo, biskup Patačić nije zatekao samo pustoš u gospodarstvu već, iako je od odlaska Turaka prošlo gotovo 20 godina, nije postojala u sjedištu biskupije ni biskupska rezidencija, a niti katedralna crkva. Biskup Patačić 1706. godine je sagradio biskupski dvor od drveta, kojeg je smjestio uz obrambeni zid s istočne strane. Njegova drvena rezidencija će ostati i služiti biskupima sve do 1753. godine. S obzirom na to da nije bilo u Đakovu katedralne crkve biskup Patačić obavljao je službu Božju u župnoj franjevačkoj crkvi kraj koje je stanovao s kapelanom Đurom Radoševićem. Na ruševinama stare katedrale sagradio je 1708./1709. novu katedralu posevećenu na čast svetog Petra i Pavla. Biskup Patačić je te iste godine posvetio Luku Natalija za beogradskog biskupa.
Patačić je sakrament potvrde dijelio u Nijemcima, Iloku, Šarengradu, Vukovaru, Tovarniku i Iloku. 10. listopada 1707. godine uveo je svog brata Baltazara Patačića za velikog župana Virovitičke županije te 6. studenog za velikog i trajnog požeškog župana Petra Keglavića. Godine 1708., kada je prisustvovao saboru, blagoslovio je Franju Vernića, kanonika zagrebačke crkve. Iste godine je 7. listopada blagoslovio zvono u čast sv. Mihovila, koje je obješeno u tornju đakovačke katedralne crkve. 1709. je počeo graditi vlastitu kuću, kupivši zemljište u Osijeku. Dana 19. rujna 1711. godine zaredio je u Đakovu pečuškog biskupa grofa Nesselroda i podijelio mu je na blagdan sv. Mateja svećenstvo. Dana 8. rujna 1715. posvetio je crkvu i veliki oltar u Aljmašu, selu Družbe Isusove na Dunavu, u čast bl. Djevice Marije Rođene. Do 1714. godine dovršio je i drveni samostan za franjevce u koji su se preselili franjevci iz samostana u Kopanici kamo su ranije, pod pritiskom Turaka, došli iz Bosne s područja Modriče. Osim katedralne crkve u Đakovu biskup Patačić podigao je još i crkve u Gorjanima, Vrbici i Vrpolju. Godine 1706. (18. i 19. svibnja) održana je u Đakovu Prva sinoda biskupije bosanske. Na toj sinodi bili su nazočni i predstavnici srijemske biskupije.
Vojna uprava je smatrala da je sve ono što je carska vojska oslobodila od Turaka carsko, pa prema tome i bivši posjedi biskupije đakovačke ili bosanske. Zato car Leopold I. naređuje 1703. godine da se biskupu đakovačkom preda posjed tvrđa i mjesto Đakovo s ostalim selima i dobrima onamo spadajućim s tim da je osim Đakova potpadalo 55 sela od kojih je 26 bilo još uvijek pusto. Najveća sela bila su Mikanovci, Budrovci i Strizivojna koja su imala više od 30 gospodara kuća, a uz to bilo je i 17 000 jutara puste zemlje. Nakon turskog povlačenja ergela rasnih konja ostaje uništena te ju je biskup Patačić već 1706. obnovio nabavivši iz Carigrada 18 arapskih kobila i 8 pastuha.

### Obnova ergele Lipicanaca
Gospodarstvo je u to vrijeme također još bilo neobnovljeno. Tako je i ergela rasnih konja ostala devastirana nakon turskog povlačenja. Stoga je biskup Patačić već 1706. obnovio ergelu nabavivši iz Carigrada 18 arapskih kobila i 8 pastuha.

#### Kratka povijest đakovačke ergele Lipicanaca
Ergelu u Đakovu osnovali su bosansko-srijemski biskupi na svojim posjedima u Đakovu koje im je darovao hrvatsko-ugarski kralj Koloman 1239. godine. Tu darovnicu je 1244. godine potvrdio kralj Bela IV. Prvi pisani podaci o konjima na đakovačkim biskupskim posjedima potječu iz 1374. godine, u povodu vjenčanja u Đakovu bosanskog bana Tvrtka s bugarskom princezom Dorotejom. Đakovačkom biskupu Petru tada je kralj Tvrtko darovao 10 arapskih kobila i jednog pastuha. Godinom osnivanja Ergele smatra se 1506. godina, jer se tada prvi put spominje naziv Ergela, tj. da je biskup Mijo Kesarić imao Ergelu od 90 arapskih konja. Godine 1524. bilo je u ergeli 130 rasplodnih arapskih konja. Tadašnji đakovački biskup Đuro je (sa svojih 300 konjanika) 1526. godine pao u velikoj bitci na mohačkom polju. Ergela je u vrijeme Turaka u 16. i 17.st. bila u vlasništvu požeških paša. Imala je 100 arapskih kobila.

### Smrt Đure Patačića
Uvijek lošeg zdravlja, biskup Đuro Patačić umro je u Đakovu 1. ožujka 1716. godine, gdje je i pokopan po svojoj želji u kripti otaca franjevaca. Godine 1775. preneseno je njegovo tijelo u novu kriptu.
O Patačiću je Jerolim Kavanjin u "Glasniku" 1896. godine napisao sljedeće:
Gdie'e Patačić Gjuro izgledi'
Nevjerničke ki u strane
S'inimi otci veoma vriedni
Bosanske ovce njim poznane
Upravljaše da ih nebi
Ki vuk turski sgravio sebi